# 開加博峰國家公園
28°08′06″N 97°52′12″E / 28.135°N 97.87°E
開加博峰國家公園是緬甸的國家公園，位於該國北部，成立於1998年，面積3,812平方公里，有葉麂、岩羊、紅鬣羚、羚牛、紅斑羚、赤麂、野豬、中華鬣羚等野生動物棲息。